# Primera División de Bolivia 1984
La Temporada 1984 fue un campeonato de fútbol correspondiente a la 8.ª temporada de la Liga de Fútbol Profesional Boliviano. El Campeón Nacional fue Blooming, que obtuvo su 1er título en la Era Profesional de la Liga.

## Formato
La Temporada consistió en dos fases: Primera bajo el sistema todos contra todos (rondas de ida y vuelta) y Segunda con cuadrangulares de grupo donde los 2 mejores ubicados de cada uno ingresaron a la fase final, donde disputaron rondas semifinales y final.

## Equipos y Estadios
| Equipo              | Fundación               | Ciudad     | Estadio                 |
| ------------------- | ----------------------- | ---------- | ----------------------- |
| 1.º de Mayo         | Sin datos               | Potosí     | Potosí                  |
| Aurora              | 27 de mayo de 1935      | Cochabamba | Félix Capriles          |
| Blooming            | 1 de mayo de 1946       | Santa Cruz | Ramón Tahuichi Aguilera |
| Bolívar             | 12 de abril de 1925     | La Paz     | Hernando Siles          |
| Chaco Petrolero     | 15 de abril de 1944     | La Paz     | Hernando Siles          |
| Deportivo Municipal | 20 de octubre de 1944   | La Paz     | Luis Lastra             |
| Guabirá             | 13 de abril de 1962     | Montero    | Gilberto Parada         |
| Jorge Wilstermann   | 24 de noviembre de 1949 | Cochabamba | Félix Capriles          |
| Magisterio Rural    | Sin datos               | Sucre      | Morro de Surapata       |
| Oriente Petrolero   | 5 de noviembre de 1955  | Santa Cruz | Ramón Tahuichi Aguilera |
| Petrolero           | 16 de abril de 1950     | Cochabamba | Complejo Petrolero      |
| Real Santa Cruz     | 2 de mayo de 1962       | Santa Cruz | Ramón Tahuichi Aguilera |
| San José            | 19 de marzo de 1942     | Oruro      | Jesús Bermúdez          |
| The Strongest       | 8 de abril de 1908      | La Paz     | Hernando Siles          |

## Primera Fase

### Tabla de posiciones
| Pos  | Equipo              | Pts | PJ | G  | E  | P  | GF | GC | Dif |
| ---- | ------------------- | --- | -- | -- | -- | -- | -- | -- | --- |
| 1.º  | Oriente Petrolero   | 40  | 26 | 17 | 6  | 3  | 59 | 26 | 33  |
| 2.º  | Bolívar             | 39  | 26 | 17 | 5  | 4  | 71 | 22 | 49  |
| 3.º  | Blooming            | 38  | 26 | 17 | 4  | 5  | 62 | 28 | 34  |
| 4.º  | Wilstermann         | 34  | 26 | 15 | 4  | 7  | 54 | 31 | 23  |
| 5.º  | The Strongest       | 32  | 26 | 13 | 6  | 7  | 59 | 35 | 24  |
| 6.º  | Petrolero           | 29  | 26 | 11 | 7  | 8  | 33 | 36 | -3  |
| 7.º  | Chaco Petrolero     | 24  | 26 | 10 | 4  | 12 | 42 | 48 | -6  |
| 8.º  | San José            | 23  | 26 | 6  | 11 | 9  | 43 | 43 | 0   |
| 9.º  | Real Santa Cruz     | 22  | 26 | 9  | 4  | 13 | 34 | 40 | -6  |
| 10.º | Aurora              | 21  | 26 | 6  | 9  | 11 | 35 | 42 | -7  |
| 11.º | Guabirá             | 20  | 26 | 8  | 4  | 14 | 35 | 58 | -23 |
| 12.º | Deportivo Municipal | 15  | 26 | 6  | 3  | 17 | 24 | 55 | -31 |
| 13.º | Magisterio Rural    | 15  | 26 | 5  | 5  | 16 | 35 | 77 | -42 |
| 14.º | 1.º de Mayo         | 12  | 26 | 3  | 6  | 17 | 22 | 67 | -45 |

Pts = Puntos; PJ = Partidos Jugados; G = Partidos Ganados; E = Partidos Empatados; P = Partidos Perdidos; GF = Goles Anotados; GC = Goles Recibidos; Dif = Diferencia de gol
|  | Ganador de la Primera Fase.                           |
|  | Clasificados a los Cuadrangulares de la Segunda Fase. |

## Segunda Fase

### Cuadrangulares de Grupo

#### Grupo A
| Pos | Equipo            | Pts | PJ | G | E | P | GF | GC | Dif |
| --- | ----------------- | --- | -- | - | - | - | -- | -- | --- |
| 1.º | The Strongest     | 8   | 6  | 3 | 2 | 1 | 14 | 6  | 8   |
| 2.º | Oriente Petrolero | 8   | 6  | 3 | 2 | 1 | 8  | 5  | 3   |
| 3.º | Wilstermann       | 7   | 6  | 3 | 1 | 2 | 8  | 6  | 2   |
| 4.º | San José          | 1   | 6  | 0 | 1 | 5 | 7  | 20 | -13 |

Pts = Puntos; PJ = Partidos Jugados; G = Partidos Ganados; E = Partidos Empatados; P = Partidos Perdidos; GF = Goles Anotados; GC = Goles Recibidos; Dif = Diferencia de gol

#### Grupo B
| Pos | Equipo          | Pts | PJ | G | E | P | GF | GC | Dif |
| --- | --------------- | --- | -- | - | - | - | -- | -- | --- |
| 1.º | Bolívar         | 10  | 6  | 5 | 0 | 1 | 24 | 5  | 19  |
| 2.º | Blooming        | 8   | 6  | 4 | 0 | 2 | 17 | 5  | 12  |
| 3.º | Petrolero       | 5   | 6  | 2 | 1 | 3 | 5  | 14 | -9  |
| 4.º | Chaco Petrolero | 1   | 6  | 0 | 1 | 5 | 1  | 23 | -22 |

Pts = Puntos; PJ = Partidos Jugados; G = Partidos Ganados; E = Partidos Empatados; P = Partidos Perdidos; GF = Goles Anotados; GC = Goles Recibidos; Dif = Diferencia de gol

## Fase Final del Campeonato
A esta última instancia clasificaron los 2 mejores ubicados del cuadrangular de la Segunda Fase, los cuales fueron: The Strongest, Blooming, Bolívar y Oriente Petrolero que también había clasificado a esta instancia tras ganar la Primera Fase.
|  | Semifinales               | Semifinales               | Semifinales               |   |          | Final                     | Final                     | Final                     | Final                     |  |
|  | Del 12 al 16 de diciembre | Del 12 al 16 de diciembre | Del 12 al 16 de diciembre |   |          | Del 19 al 30 de diciembre | Del 19 al 30 de diciembre | Del 19 al 30 de diciembre | Del 19 al 30 de diciembre |  |
|  |                           |                           |                           |   |          |                           |                           |                           |                           |  |
|  |                           |                           |                           |   |          |                           |                           |                           |                           |  |
|  | Blooming                  | 4                         | 1                         |   |          |                           |                           |                           |                           |  |
|  | Blooming                  | 4                         | 1                         |   |          |                           |                           |                           |                           |  |
|  | The Strongest             | 0                         | 2                         |   |          |                           |                           |                           |                           |  |
|  | The Strongest             | 0                         | 2                         |   | Blooming | 4                         | 3                         | 1                         |                           |  |
|  |                           |                           |                           |   | Blooming | 4                         | 3                         | 1                         |                           |  |
|  |                           |                           | Bolívar                   | 3 | 6        | 0                         |                           |                           |                           |  |
|  | Bolívar                   | 2                         | Bolívar                   | 3 | 6        | 0                         | 2                         |                           |                           |  |
|  | Bolívar                   | 2                         |                           |   |          |                           | 2                         |                           |                           |  |
|  | Oriente Petrolero         | 0                         | 2                         |   |          |                           |                           |                           |                           |  |
|  | Oriente Petrolero         | 0                         | 2                         |   |          |                           |                           |                           |                           |  |
|  |                           |                           |                           |   |          |                           |                           |                           |                           |  |

## Campeón
|                                                                      |
| LFPB 1984 Blooming 1.º Título Liguero 1.º Título de Primera División |